# Vadim Mesyats
Vadim Mesyats, né à Tomsk en 1964, est un poète, romancier, traducteur et éditeur russe. Il vit aux États-Unis.

## Biographie
Fils d’un académicien célèbre, le physicien Guennadi Mesyats, il obtient son doctorat de physique en 1990, avant de devenir président de la chaire de Littérature moderne au Comité d’histoire de la culture de l’Académie des Sciences de Russie. 
Vivant aux États-Unis depuis 1993, il a participé au programme d'échange culturel entre la Russie et les États-Unis du Stevens College (Hoboken, New Jersey). Il a publié en 1996 une anthologie de poésie américaine contemporaine, en collaboration avec Arkadi Dragomochtchenko et, en 2000, une anthologie de la poésie russe contemporaine.
Il est l’auteur de nombreux recueils de poèmes et d’œuvres en prose. Outre cette intense activité d'écrivain, il traduit des poètes anglais et dirige sa propre maison d'édition : The Russian Gulliver.

## Œuvre
Romancier et, surtout, poète, il a été récompensé plusieurs fois, il a reçu le « Prix de l’Association de Coopération internationale » (2000-2001) et le prix Bounine (2005). Ses œuvres sont traduites en anglais, en allemand et en espagnol. 
Joseph Brodsky, prix Nobel de littérature, a ainsi salué son œuvre : « Il y a bien peu de choses que j’ai dans ma vie apprécié autant que ses poèmes : ils sont fascinants. Sa finesse, son sens de la description sont extrêmement attrayants. La plupart des jeunes poètes ont ces qualités, mais pas un qui est aussi réaliste et authentique que Vadim Mesyats. Ses poèmes me rendent envieux (non pas tant à cause de leur style ni parce qu’ils sont uniques), mais plutôt à cause de la vie qui s'en dégage. »

## Liste des œuvres
- (ru) Календарь вспоминальщика, 1992, poèmes
- (ru) Ветер с конфетной фабрики: Повесть, 1993, nouvelles
- (ru) Выход к морю: Стихи, 1996, poèmes
- (ru) Час приземления птиц: Сборник стихотворений, 2000, poèmes

- (ru) Лечение электричеством: Роман, 2002, roman
- (ru) Вок-вок: Рассказы, 2004, nouvelles
- (ru) Лечение электричеством: Роман, 2002, roman
- Les Lois de Marco Polo, 2010 ((ru) Правила Марко Поло, 2006), roman